# Procerocymbium dondalei
Procerocymbium dondalei là một loài nhện trong họ Linyphiidae.
Loài này thuộc chi Procerocymbium. Procerocymbium dondalei được Yuri M. Marusik & Koponen miêu tả năm 2001.